# Кастильон, Фридрих
Фридрих Кастильон (нем. Frédéric Castillon; 22 сентября 1747[…], Утрехт — 27 января 1814, Берлин) — немецкий философ, логик, переводчик, ученик И. Ламберта.

## Биография
Ф. Кастильон сын от первого брака известного математика И. Кастильона и его жены Элизабет де Фресне (умерла в 1757 г.).
В 1763 году он вместе с отцом переезжает в Берлин. В 1767 году Ф. Кастильон публикует свой первый перевод текста «Начал» Евклида с греческого на французский язык. В период с 1779 по 1785 Ф. Кастильон представляет свой перевод с немецкого на французский язык пятитомной «Теории садового искусства» Кая Кристиана Лоренца Хиршфельда — известного философа, искусствоведа и теоретика садоводства эпохи Просвещения. C 1780 по 1782 годы Ф. Кастильон публикует свои научные работы по логике, психологии и теории музыки. В 1803 году в своей работе «Об одном новом логическом алгорифме» («Mémoire sur un nouvel algorithme logique», 1803) он предложил алгебраизированную трактовку суждений и силлогизмов, где представлял каждое понятие буквой и обозначал соединение нескольких атрибутов в одном субъекте знаком «плюс», а отсутствие предиката у субъекта — знаком «минус». В 1786 году Ф. Кастильон становится действительным членом Прусской академии Наук, и в 1801 году возглавляет философское отделение академии.